# ميشال روكار
ميشال روكار (بالفرنسية: Michel Rocard) (مواليد 23 أغسطس 1930 في كوربفوا - 2 يوليو 2016)، هو سياسي فرنسي وعضو الحزب الاشتراكي الفرنسي (PS). شغل منصب رئيس وزراء فرنسا خلال حُكم فرنسوا ميتيران بالفترة من 1988 حتى 1991.

## روابط خارجية
- ميشال روكار على موقع IMDb (الإنجليزية)
- ميشال روكار على موقع الموسوعة البريطانية (الإنجليزية)
- ميشال روكار على موقع مونزينجر (الألمانية)
- ميشال روكار على موقع ألو سيني (الفرنسية)
- ميشال روكار على موقع ديسكوغز (الإنجليزية)
- ميشال روكار على موقع قاعدة بيانات الفيلم (الإنجليزية)